# Елеонора Шомкова
Елеонора Шомкова (буг. Eleonora Šomková; Праг, 25. фебруар 1817 — 31. октобар 1891) била је вереница Карела Хинека Махе, који је умро два дана пре планираног венчања. 
Интимни детаљи њихове везе откривени су дешифровањем Махиног дневника из 1835, који открива његову посесивност и љубомору у односу са Елеонором. У њему детаљно описује њихове интимне радње.

## Биографија
Рођена је 25. фебруара 1817. у Прагу, као шесто дете у породици књиговесца који је производио кутије за кертриџе. Карела Хинека Маху је упознала као глумца у драми Kytka 1833. После пробе, у приватном чешком позоришту у Старом граду, она, Маха и Тил са својом вереницом су отишли у кафић Suchých. Маха и Елеонора су започели љубавну везу. Затруднела је и у октобру 1836. родила Лудвика (који је умро девет месеци касније). Маха је пронашао нови посао у Литомјержици и тамо припремао кућу. Преминуо је 6. новембра 1836. године, непосредно пре свог 26. рођендана. Његова сахрана била је на дан њиховог венчања.
Следећих година је боравила у Прагу и када јој је отац умро 1848. године отворила је радионицу предива. Удала се за полицајца 1849. године и заједно су се преселили у Лавов. Нису имали деце. Након његове смрти преселила се у Праг, где је 31. октобра 1891. преминула.